# 谢尔吉耶夫卡村委员会
谢尔吉耶夫卡村委员会（俄语：Сергиевский сельсовет）是俄罗斯联邦阿斯特拉罕州伊克里亚诺耶区所属的一个村委员会。其下辖有2个居民点，行政中心为谢尔吉耶夫卡。据2015年统计，该村委员会的人口为790人。